# William Cusins
Sir William George Cusins (Londres, 14 d'octubre de 1833 – Remouchamps, Belgica, 31 d'agost de 1893) fou un pianista, violinista, organista director d'orquestra i compositor anglès.
Amb deu anys, entrà en la capella reial, i als onze al Conservatori de Brussel·les. Ocupà el càrrec de mestre de capella de la reina d'Anglaterra i dirigí l'orquestra de la Philarmonic Society de Londres.
Se li deuen diverses obres, entre elles les obertures de concert Love's Labour's lost i Les travailleurs de la mer, l'oratori Gedeon, un Te Deum, l'epitalami musical Royal Wedding serenate, un concert per a piano en la menor, marxes, melodies vocals i altres obres notables. Fou ennoblit l'any 1892.